# Orchestre symphonique de la septième armée
L’Orchestre symphonique de la septième armée (Seventh Army Symphony Orchestra) était l'unique ensemble symphonique créé sous la supervision de l'Armée des États-Unis. Fondé en 1952 par le compositeur Samuel Adler, ses membres ont participé aux initiatives de la diplomatie culturelle des États-Unis, dans un effort pour démontrer le patrimoine culturel commun des États-Unis, de ses alliés Européens et des pays vaincus de l'Europe au cours de la période d'après seconde Guerre mondiale.
| Audio externe | |
|               | Vous pouvez écouter les performances de l'orchestre symphonique de la septième armée à la radio de 1956 à 2006 ici (en) |

## Histoire
L’Orchestre symphonique de la septième armée est fondé en 1952, dans le cadre de la Septième armée des États-Unis, basée à Stuttgart, en Allemagne. Elle est fondée par le jeune chef d'orchestre Samuel Adler qui en est  également le principal et premier chef d'orchestre. L'orchestre réunit des musiciens professionnelles enrôlés dans l'armée durant les années 1950 et au début des années 1960,,.
Pendant une décennie, l'orchestre se produit en concert à travers les ruines de l'Europe en ruine, dans le cadre des initiatives de la diplomatie culturelle des États-Unis, au lendemain de la seconde Guerre mondiale. Outre de soutenir le moral des troupes américaines enrôlées, l'orchestre est créé dans le but de démontrer les valeurs culturelles partagées et le patrimoine musical qui unit les citoyens américains avec leurs homologues à travers l'Europe,. Les concerts de l'orchestre sont bien accueillie par le public, notamment lors des visites à l'intérieur de l'Allemagne de l'Ouest, au Danemark, en France, en Grèce, en Italie et au Royaume-Uni, entre 1952 et 1962,.
Sous la direction musicale de Samuel Adler, l'orchestre intègre un répertoire composé d'extraits symphoniques majeures de la musique classique : par exemple des œuvres de Beethoven et Brahms. Quelques années plus tard, il cherche également à partager le patrimoine musical américain avec le public Européen, en mettant en valeur les talents des principaux compositeurs américains, notamment, Roy Harris, Leroy Anderson et Morton Gould. Ces concerts se sont avérés très populaire tant pour les civils et militaires. Le Général Dwight Eisenhower a même fait l'éloge de l'orchestre en tant que la « plus grande chose pour les relations américano-allemandes » depuis la fin de la seconde Guerre mondiale. Tout en servant les États-Unis de Haut-Commissaire de l'Allemagne sur la Haute Commission Alliée, James B. Conant aussi priased l'orchestre pour promouvoir la compréhension culturelle entre les allemands et les Américains. En 1953, Samuel Adler reçoit la Citation d'excellence de l'Armée des États-Unis, pour services rendus à la musique et ses efforts dans la création et l'organisation de l'orchestre ,,,.
Les membres de l'orchestre participent pendant toutes ces années à plusieurs concerts historiques. Lors du concert inaugural de l'orchestre le 5 juillet 1952 à Heidelberg, des membres de l'orchestre se sont produits lors des festivités d'adieu du Général Dwight D. Eisenhower, Commandant Suprême des forces alliées de l'NATO ,. En décembre 1955, ils sont le premier orchestre américain à participer à une émission de radio en direct, sur la radio allemande, sous la direction de Ronald Ondrejka. Quelques  années plus tard, en 1957, ils font leurs débuts sur le réseau de la chaîne de télévision allemande, à Berlin, sous la direction de Ling Tung et participent au programme de la « Semaine de la musique légère » diffusée sur la radio d'Allemagne du Sud, pour l'Europe et les États-Unis. En 1958, l'orchestre se produit à l'exposition universelle de Bruxelles sous la direction de Edward Lee Ruelle,.
En raison de la progression dans la reconstruction de l'Europe pendant les années 1950, les concerts de l'orchestre n'étaient plus nécessaires. Le recrutement au sein de l'orchestre de l'armée est réduit après 1962.

## Émissions de radio
En plus de donner des concerts dans toute l'Europe, l'Orchestre symphonique de la septième armée se produit également à la radio. Des concerts de l'orchestre sont partagés avec tous les membres de l'armée aux États-Unis, sur l’Armed Forces Radio Service.

## Chefs d'orchestre
Divers musiciens on dirigé l'Orchestre symphonique de la septième armée, :
- 1952-1953 Samuel Adler
- 1953-1954 James Dixon, Andrew Heath
- 1953-1955 Kenneth Schermerhorn
- 1954-1956 Ronald Ondrejka
- 1955-1956 Henry Lewis
- 1956-1958 Ling Tung
- 1957-1959 Nico Snel
- 1958-1960 Edward Lee Ruelle, Howard Wassermann, chef assistant
- 1959-1960 Jean Ferritto, John Canarina
- 1960-1961 Arthur Shettle, Ralph Lane
- 1960-1962 Reid Bunger
- 1961-1962 Thomas Lewis, John Covelli